# Palo (religione)
Il Palo o le Regole del Congo sono uno stretto gruppo di religioni africane di origine Bantu che gli schiavi dell'Africa Centrale importarono soprattutto nelle isole di Cuba e Porto Rico.

## Caratteristiche
Il palo si divide in tre correnti dette "Regole" principali: 
- Mayombe, la più pura o meno sincretizzata.
- Briyumba, mischiata con la Regla de Ocha.
- Kimbisa, creata da Andrés Petit, per unificare i poteri della santeria ed il cattolicesimo nel culto congolese. Per questo motivo, per la regola kimbisa, i santi cattolici, gli "orishas" santeros ed i "mpungos", divinità paleras, sono visti come un unico santo, con forti elementi di sincretismo religioso.

La massima figura religiosa è il Tata Enkise, il Padre Nganga, il ministro di culto che opera a favore della collettività, vista come entità familiare. Il sacerdote ha le conoscenze e l'abilità per interagire con le forze della natura, attraverso la Prenda, una sorta di feticcio composto da un contenitore, le ossa di un morto, sperma, sangue, terra e foglie a cui ci si riferisce a volte con il nome di Nganga, Nkiso o Cauzela. Lo "ngangulero" instaura un dialogo con il morto che continua ad abitare nella Prenda e lo asseconda nutrendolo con il sangue di sacrifici animali (come polli o lucertole); in cambio il morto obbedisce allo stregone e lo protegge dal male.

## Divinità
Le forze che governano gli elementi naturali sono chiamate Mpungus e assumono la valenza di divinità, che a differenza di altre credenze di origine Bantu non sono mai antropomorfizzate.
I principali "mpungos" sono:
- Remolino Cuatro Vientos: Forza benefica del vento.

- Viento Malo: Forza malefica del vento.

- Lucero Mundo: Forza compassionevole del vento, corrispondente al bambin Gesù.

- Sarabanda son Briyumba: Forza che incarna il vigore del fuoco e del metallo, corrispondente a San Giovanni Battista.

- Sebangandó: Forza degli animali, corrispondente a San Norberto.

- Sobayende: Forza che domina i malori e le malattie, corrispondente a San Lazzaro.

- Kenké: Forza della vegetazione, San Silvestro nel sincretismo cattolico.

- Tiembla Tierra: Vigore per la pace e l'armonia, rappresentato dalla Vergine della Ricompensa.

- Ntala-Nsamba: Vigore del gemelli, rappresentato dai santi Cosma e Damiano.

- Siete Rayos Punto Firme: Forza dei raggi del sole, corrispondente a Santa Barbara.

- Madre Agua: Vigore delle acque e della maternità, indicata con la Vergine della Regola.

- Chola Unwemwe: Forza dell'amore carnale, indicata dalla Vergine della Carità.

- Centella Ndoke: Vigore della morte, corrispondente a Santa Teresa di Gesù.